# Anodocheilus exiguus
Anodocheilus exiguus är en skalbaggsart som först beskrevs av Aubé 1838.  Anodocheilus exiguus ingår i släktet Anodocheilus och familjen dykare. Inga underarter finns listade i Catalogue of Life.